# Rio Chamelecón
Chamelecón () é um rio que atravessa o território de Honduras, na América Central.